# Michael Semple

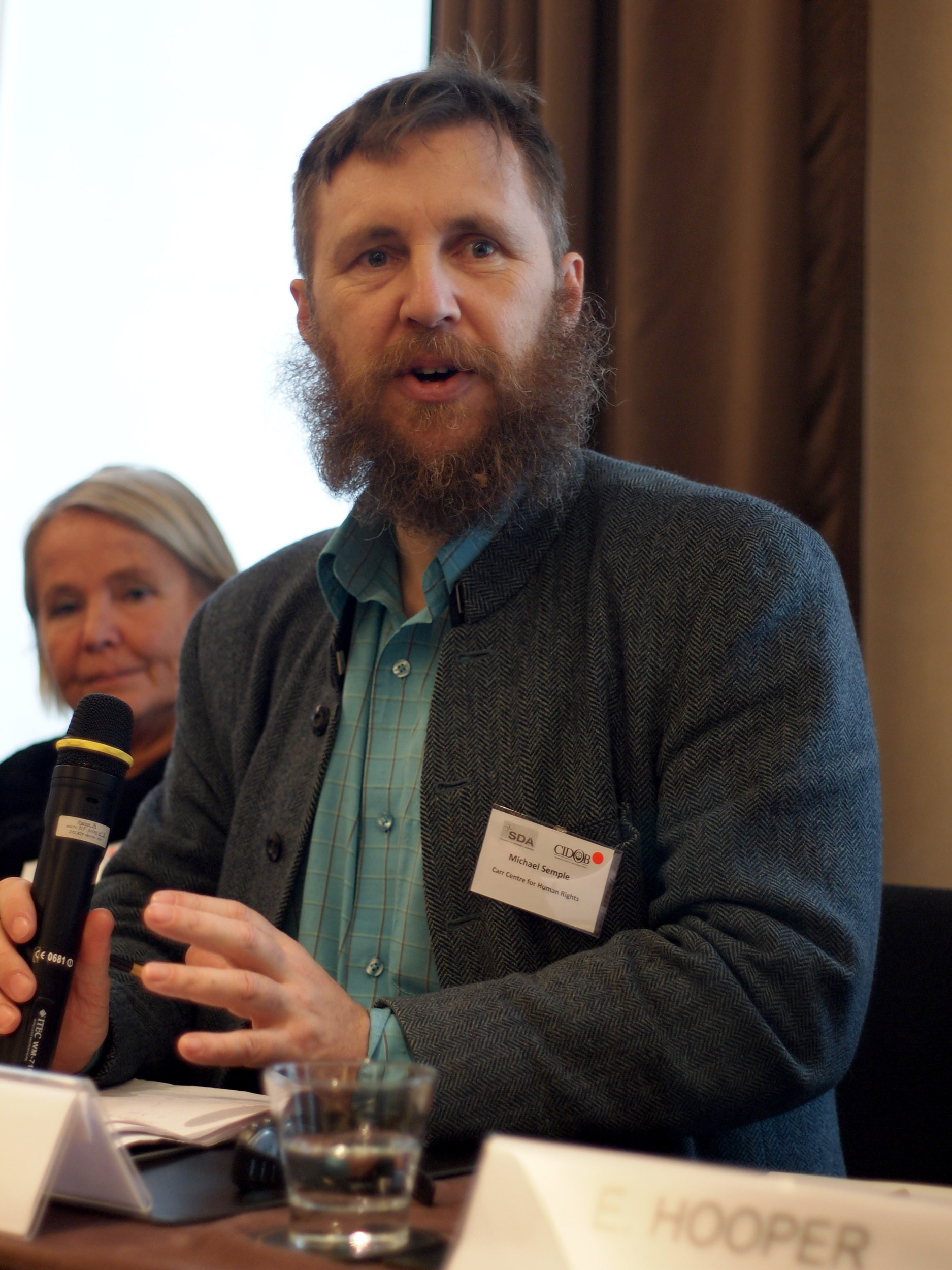
Ảnh chụp Michael Semple vào tháng 12 năm 2012

Michael Semple là một học giả người Ireland chuyên nghiên cứu về Afghanistan và Pakistan. Từ năm 2004 đến năm 2007, ông là phó đại diện đặc biệt của Liên minh châu Âu tại Afghanistan cho đến khi bị chính phủ Afghanistan trục xuất do tham gia vào "các hoạt động trái phép".  Semple là người thông thạo tiếng Dari,  và từng sinh sống ở Afghanistan và Pakistan hơn 25 năm qua. Ông được Trung tâm Carr về Chính sách Nhân quyền tại Trường Chính phủ John F. Kennedy thuộc Đại học Harvard trao học bổng nhờ những thành tựu đạt được trong quá trình nghiên cứu của mình.
BBC đã xưng tụng ông là "một trong những chuyên gia Afghanistan được kính trọng nhất của phương Tây".